# Blødersagen
Blødersagen begyndte i 1980'erne, hvor 90 blødere (med sygdommen hæmofili) blev smittet med HIV-virus som følge af, at de livsnødvendige blodpræparater, de var afhængige af, blev fremstillet ud fra såkaldte batches, hver bestående af flere tusinde portioner donorblod, hvoraf nogle batches viste sig ikke at have været fri for blodportioner, som var HIV-inficerede.

## Erstatningssag
Bløderne havde forgæves forsøgt at få sundhedsmyndighederne til at importere screenet og varmebehandlet blod, der var fri for HIV-virus. Bløderne anlagde i 1987 et civilt søgsmål ved de danske domstole for at få placeret et erstatningsansvar, og fik fri proces. Sagen kunne få omfattende konsekvenser, hvis de sagsøgte medicinalfirmaer, Sundhedsstyrelsen og Indenrigsministeriet blev kendt erstatningsansvarlige.
Det lykkedes ikke at overbevise dommerne om, at den nødvendige viden var til stede, så smitten kunne være undgået. Dommen i Østre Landsret blev afsagt 14. februar 1995. De sagsøgte blev frikendt for de fleste påstande. Kun én af de otte sagsøgere fik tilkendt erstatning på knapt 19.000 kr. på grund af fejl hos sundhedsmyndighederne. Ved en ankesag anlagt af tre af bløderpatienterne stadfæstede Højesteret 3. oktober 1996 landsretsdommen, idet dog yderligere én bløderpatient fik tilkendt en erstatning på 230.000 kr. 

## Officiel beklagelse, kulancemæssig godtgørelse og erstatningsfond
Bløderne fik i 1987 tilkendt en kulancemæssig godtgørelse fra den danske stat på 100.000 kr. som kompensation for den smitte, de havde været udsat for; den kulancemæssige godtgørelse blev i 1988 forhøjet til 250.000 kr. og i 1992 yderligere forhøjet til 750.000 kr. Ligeledes gav Folketinget en officiel beklagelse i februar 1995. I juni 1995 oprettedes Blødererstatningsfonden med et beløb på 20 mio. kr. til løbende fordeling blandt blødere, der efter behandling med blodprodukter ved danske sygehuse var blevet konstateret HIV-smittede, samt til efterladte efter disse.

## Efterfølgende presseomtale og forskningsmæssig udredning
Sagen har været behandlet i tv-dokumentarerne "Den Menneskelige Faktor" fra 1991 og "Skandale - livsfarlig medicin" i 2011.
En politologisk forskerudredning af blødersagen – som led i Magtudredningen – konkluderede, at der var tale om en tragedie, men ikke om nogen skandale. 